# Оплачко, Александр Алексеевич
Александр Алексеевич Оплачко (1924—1943) — красноармеец Рабоче-крестьянской Красной Армии, участник Великой Отечественной войны, Герой Советского Союза (23.10.1943, посмертно).

## Биография
Александр Оплачко родился 13 октября 1924 года на хуторе Писаревка (ныне — село Новая Осиновка Острогожского района Воронежской области). После окончания семи классов школы работал в колхозе, с 1940 года учился в ремесленном училище в Воронеже. С начала Великой Отечественной войны работал слесарем на Воронежском авиационном заводе, вместе с ним был эвакуирован.
Весной 1943 года А. Оплачко был призван на службу в Рабоче-крестьянскую Красную Армию и направлен на фронт Великой Отечественной войны, воевал пулемётчиком 955-го стрелкового полка 309-й стрелковой дивизии 40-й армии Воронежского фронта. Был ранен, вернулся в строй. Отличился во время битвы за Днепр.
22 сентября 1943 года Оплачко в числе первых переправился через Днепр в районе села Монастырёк (ныне — в черте посёлка Ржищев Кагарлыкского района Киевской области Украины) и принял активное участие в боях за захват и удержание плацдарма на его западном берегу, нанеся противнику большие потери. В тех боях Оплачко погиб. Похоронен в братской могиле в селе Трахтемиров (ныне Каневского района Черкасской области Украины).
Указом Президиума Верховного Совета СССР от 23 октября 1943 года за «мужество, отвагу и героизм, проявленные в борьбе с немецкими захватчиками» красноармеец Александр Оплачко посмертно был удостоен высокого звания Героя Советского Союза. 
Награждён орденом Ленина (посмертно).
Именем Героя названа улица в родном селе.